# Lescout
Lescout är en kommun i departementet Tarn i regionen Occitanien i södra Frankrike. Kommunen ligger i kantonen Puylaurens som tillhör arrondissementet Castres. År 2022 hade Lescout 774 invånare.

## Befolkningsutveckling
Antalet invånare i kommunen Lescout
| Referens: INSEE |